# Тросіни
Тросіни (пол. Trosiny, нім. Trosienen) — село в Польщі, у гміні Семпополь Бартошицького повіту Вармінсько-Мазурського воєводства.
Населення — 18 осіб (2011).

## Демографія
Демографічна структура станом на 31 березня 2011 року:
|          | Загалом | Допрацездатний вік | Працездатний вік | Постпрацездатний вік |
| -------- | ------- | ------------------ | ---------------- | -------------------- |
| Чоловіки | 9       | 2                  | 4                | 3                    |
| Жінки    | 9       | 1                  | 3                | 5                    |
| Разом    | 18      | 3                  | 7                | 8                    |